# Age of Booty
Age of Booty là một game chiến lược thời gian thực do Certain Affinity phát triển và Capcom phát hành cho Xbox 360, PlayStation 3 và Microsoft Windows. Lấy bối cảnh thời kỳ hoàng kim của cướp biển, trò chơi đưa người chơi điều khiển một con tàu cướp biển với mục tiêu cướp bóc và đánh chiếm các thị trấn cho một phe cướp biển, đánh bại tàu địch trên đường đi nhằm gây dựng lực lượng cướp biển hùng hậu trong game.

## Lối chơi
Lối chơi chủ yếu xoay quanh việc điều khiển một chiếc thuyền quanh biển. Biển được tạo thành từ các ô lục giác được gọi là Hexes. Người chơi điều khiển thuyền bằng cách chọn một ô lục giác cho điểm đến. Nếu con tàu trở nên liền kề với một ô lục giác chứa tàu địch, tàu buôn, thị trấn hoặc khu định cư, nó sẽ tự động tấn công đối phương bằng hỏa lực. Sát thương của pháo phụ thuộc vào số lần nâng cấp, nhưng nếu có nhiều hơn một kẻ địch ở bên cạnh, con tàu sẽ chia sẻ hỏa lực, bắn vào một lần khác nhau mỗi lần. Mục tiêu là chiếm được một số thị trấn cụ thể, được đưa ra trong phần tóm tắt nhiệm vụ ban đầu: góc trên bên phải của màn hình hiển thị số thành phố thuộc sở hữu của người chơi, thành phố thuộc sở hữu của kẻ thù và số mục tiêu. Pirate Lair (sào huyệt cướp biển) không bao giờ có thể bị kẻ thù chinh phục, nhưng nhiệm vụ sẽ kết thúc trong thất bại nếu kẻ thù chinh phục số lượng thị trấn mục tiêu trước người chơi.
Để chiếm được một thị trấn, người chơi phải ở gần và bắn phá cho đến khi nó hết máu; thị trấn sẽ tiếp tục bắn trả vào con tàu cho đến khi cột máu cạn kiệt. Nâng cấp thị trấn áp dụng cho cả cột máu thị trấn và sức mạnh của pháo. Khi cột máu cạn kiệt, một thanh "chiếm giữ" sẽ hiển thị, và khi đó thị trấn sẽ bị chinh phục toàn diện. Nếu một tàu địch lui tới gần thị trấn, việc "chiếm giữ" sẽ bị tạm dừng cho đến khi một trong những con tàu đó bị đánh chìm hoặc chạy trốn. Các thị trấn tự động chữa lành các tàu liền kề của cùng một phe, vì vậy một phe bảo vệ có lợi thế hơn trong game.
Người chơi điều khiển hình đại diện 3D của một con tàu cướp biển với những cánh buồm màu tùy thuộc vào đội của họ. Tàu có ba thuộc tính có thể nâng cấp: tốc độ, áo giáp và pháo—mỗi thuộc tính có thể được nâng cấp lên đến ba lần. Tốc độ xác định tốc độ tàu của người chơi, áo giáp đo mức độ thiệt hại mà con tàu có thể gây ra trước khi nó bị phá hủy và đại bác đo lường thiệt hại mà con tàu có thể gây ra. Thuộc tính Đại bác được hiển thị trên tàu dưới dạng các vòng tròn nhỏ dưới thước đo sinh mệnh. Nâng cấp sức mạnh tấn công cũng làm giảm tốc độ của con tàu.
Trong quá trình chơi game, người chơi sử dụng các nguồn tài nguyên khác nhau nhằm mục đích nâng cấp thị trấn và tàu thuyền của mình. Có ba loại tài nguyên khác nhau: vàng, gỗ và rượu rum. 4 vàng và 2 gỗ giúp nâng cấp thị trấn, và 4 rượu rum và 2 gỗ dùng để nâng cấp tàu thuyền. Người chơi có thể gom góp tài nguyên bằng cách đi nhặt các hộp trôi nổi trên biển, phá hủy tàu địch, cướp phá làng mạc, sử dụng một trong bốn lời nguyền hoặc chiếm giữ các thị trấn và sử dụng chúng để sản xuất tài nguyên. Mỗi thị trấn/làng hiển thị các nguồn tài nguyên mà nó sẽ tạo ra với các biểu tượng nổi trên hình đại diện này. Tàu chiến của người chơi chỉ có thể được nâng cấp trong Pirate Lair, nhưng một thị trấn có thể được nâng cấp bất kể vị trí của tàu đó thuộc loại nào.
Ở vùng biển, tàu buôn thường xuyên xuất hiện liên tục, chúng tấn công bất kỳ tàu nào gần đó, bất kể tàu đó treo cờ gì đi nữa. Trong khi chúng không có hỏa lực mạnh và thân tàu cứng, chúng thả ra một thùng lời nguyền khi bị chìm. Người chơi chỉ có thể có một lời nguyền một lần, vì vậy nếu thùng được trục vớt, nó sẽ đưa ra một lời nguyền từ bốn loại khác nhau hoặc một tài nguyên ngẫu nhiên. Bốn loại lời nguyền là:
- Bomb: Làm hỏng nặng bất cứ thứ gì trong một ô lục giác, phải được đặt trên một ô lục giác trống trên biển.
- Whirlpool: Kéo một con tàu đến một phần ngẫu nhiên của bản đồ.
- Ghost Ship: Làm cho tàu của người chơi trở nên vô hình cho đến khi đại bác được bắn tiếp theo.
- Pilfer Monkey: Đánh cắp tối đa hai tài nguyên thuộc một loại (Vàng, Rum hoặc Gỗ) từ kẻ thù tùy thuộc vào tình trạng sẵn có.

Có 7 thử thách khác nhau dành cho phần chơi đơn, mỗi loại có 3 bản đồ khác nhau về mức độ khó gồm dễ, trung bình và khó cho tổng số 21 nhiệm vụ chơi đơn. Phần chơi mạng có mục chơi bốn người (Dueling Duos), sáu người chơi (Triple Trouble) và tám người chơi (Four By Four), tất cả đều được chia thành hai đội. Ngoài ra còn có Battle Royale đọ sức với 4 đội gồm hai người chơi với nhau. Người chơi có thể sử dụng trò chuyện bằng giọng nói để nói chuyện với đội của mình. Capcom cũng đã thêm 6 bản đồ bổ sung miễn phí tải xuống trên PSN. Phiên bản XBLA thêm cả phần hỗ trợ Avatar.

## Phát triển
Nhà thiết kế Max Hoberman thừa nhận rằng nguồn cảm hứng cho trò chơi, đến từ trò đùa ngày cá tháng tư kéo dài Pimps at Sea của Bungie. Một phiên bản open beta được phát hành vào ngày 19 tháng 9 năm 2008 (International Talk Like a Pirate Day).
Vào ngày 4 tháng 12 năm 2008, ba gói bản đồ bổ sung đã được phát hành miễn phí.

## Đón nhận
Age of Booty nhận được những đánh giá khá hợp lý, với phiên bản Xbox 360 đạt điểm trung bình 76% trên Metacritic, và phiên bản PS3 đạt điểm 74%. Eurogamer cho biết chế độ chơi đơn của trò chơi thật là "bực bội và kém cân bằng", nhưng nói thêm, "hãy vào phần chơi trực tuyến và bạn đã có một cái gì đó gần như đáng giá 800 điểm." IT Reviews đã đồng ý, nói rằng "Đó là cái giá rẻ và rất thú vị khi chơi trực tuyến vì các trận đấu diễn ra nhanh chóng và thú vị, mặc dù chiến dịch trong phần chơi ngoại tuyến thường bị tấn công bởi AI máy tính thất thường."
Trò chơi đã được đề cử cho hai giải thưởng Xbox Live Arcade 2008: "Best Original Game" và "Best Competitive Multiplayer Game".